# Service consulaire britannique au Japon

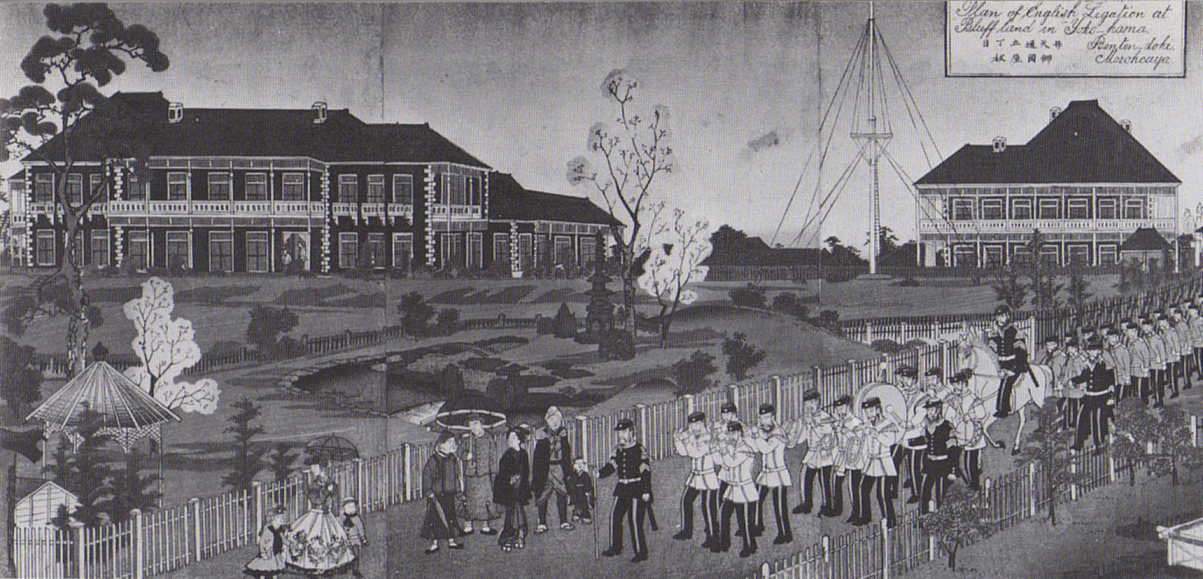
La légation britannique à Yokohama au Japon, peinture de 1865.

Le Royaume-Uni entretient un service consulaire au Japon de 1859, juste après la signature en 1858 du traité anglo-japonais entre James Bruce et le shogunat Tokugawa, à 1941 et l'invasion japonaise des colonies britanniques d'extrême-orient et la déclaration de guerre au Royaume-Uni.

## Officiels notables
- William George Aston
- Abel Gower
- John Harington Gubbins (en)
- Joseph Henry Longford (en), de 1869 à 1902
- Ernest Mason Satow, de 1862 à 1883